# Critters 4
Critters 4 – amerykański horror komediowy z 1992 roku w reżyserii Ruperta Harveya. To czwarta część serii Critters. Akcja filmu, w przeciwieństwie do poprzednich odsłon nie rozgrywa się na Ziemi, lecz na stacji kosmicznej.
W USA film został wydany od razu na rynek kina domowego z pominięciem premiery kinowej. W 2003 roku New Line Home Entertainment wypuściła go na DVD, a w 2010 r. wydała ponownie wraz ze wszystkimi częściami serii.

## Obsada
- Don Keith Opper jako Charlie McFadden
- Terrence Mann jako Ug
- Angela Bassett jako Fran
- Brad Dourif jako Albert Bert
- Anne Ramsay jako dr McCormick
- Paul Whitthorne jako Ethan
- Anders Hove jako Rick
- Eric DaRe jako Bernie
- Martine Beswick jako głos Angeli

Terrence Mann i Don Keith Opper są jedynymi aktorami, którzy wystąpili we wszystkich czterech pierwszych częściach serii.

## Fabuła
Akcja filmu rozgrywa się bezpośrednio po wydarzeniach z poprzedniej części. Charlie McFadden umieszcza ostatnie dwa jaja Crittów w kapsule. Jakimś cudem sam zostaje w niej zamknięty i wysłany w przestrzeń kosmiczną, gdzie pozostaje w stanie hibernacji aż do 2045 roku, kiedy to zostaje odnaleziony przez statek ratowniczy.
Załoga, w skład której wchodzą: kapitan Rick, Fran, Bernie, Al Bert i młody Ethan, niechętnie informuje o swoim odkryciu Radę Terracorp, gdyż na kapsule widnieje ich stare logo. Postanawiają udać się na opuszczoną stację Terracorp, która niedługo ma zostać zniszczona i tam poczekać na przybycie rady. Stacja jest kontrolowana przez Angelę – komputer pokładowy, który uznaje, że załoga nie ma pozwolenia na dostęp do niej, więc wykonuje przeciwne polecenia do tych, które są jej wydawane.
Mimo to kapitan Rick decyduje się wcześniej otworzyć kapsułę, uwalniając Charliego oraz dwa małe Critty, które go zabijają i uciekają. Od pozostałych ludzi Charlie dowiaduje się, że jest rok 2045, a świat który znał już nie istnieje. Wkrótce na stację przybywają wysłannicy Terracorp, na czele ze starym przyjacielem Charliego – Ugiem. Okazuje się, że stał się on chciwym i skorumpowanym biznesmenem, który chce odzyskać jaja Crittów. Zabija więc Al Berta i grozi Fran. Tymczasem rozpoczyna się odliczanie do zniszczenia stacji, więc rozkazuje swoim ludziom odszukać stworzenia. Ethan wabi ich do laboratorium ze zmodyfikowanymi genetycznie Crittami, które ich zabijają. Sam jednak zostaje wzięty na cel przez Uga, ale z opresji ratuje go Charlie, po czym wspólnie z nim i Fran udają się na Ziemię na pokładzie statku Terracorp.

## Produkcja
Wszystkie sceny kosmiczne oraz wiele wewnątrz stacji pochodzi z filmu Android. Z kolei końcowe zdjęcia statku Uga zaczerpnięto z drugiej części Crittersów.